# To. Heart
To. Heart è il primo EP del girl group sudcoreano Fromis 9, pubblicato nel 2018.

## Tracce
1. The Way To Me (나에게로 오는 길; Naegero Oneun Gil) – 2:11 (testo: fromis_9 – musica: TAK)
2. To Heart – 3:09 (testo: Iggy, Youngbae – musica: Iggy, Youngbae)
3. Miracle (환상속의 그대; Hwansangsogui Geudae) – 3:43 (testo: Darly – musica: Wonderkid, BreadBeat, ATM)
4. Pinocchio (피노키오) – 3:20 (testo: Darly – musica: SlyBerry, Shinkung, Darly, Wonderkid)
5. Be With You – 3:50 (testo: 1Take, TAK – musica: 1Take, TAK)
6. Glass Shoes (MAMA Ver.) (유리구두; Yurigudu) – 3:35 (testo: BUMZU – musica: Anchor, Sophiya, Kyulkyung, Yuha, Joe Michel)